# Натася Саад
Наташа Саад (дан. Natasja Saad, також знана як Dou T, Little T та Натася (англ. Natasja); нар. 31 жовтня 1974, Копенгаген, Данія — пом. 24 липня 2007, Спаніш-Таун, Ямайка) — данська співачка та реперша. Крім успішною кар'єри в рідній Данії, вокал у популярному реггі-ф'южн-реміксі пісні «Calabria» здобув співачці всесвітню популярність і перемогу в чарті часопису «Білборд» Hot Dance Airplay через шість місяців після її смерті в автокатастрофі на Ямайці.

## Життєпис та творчість
Натася Саад народилася 31 жовтня 1974 року в Копенгагені (Данія). Її батько Ахмед Саад — суданець переїхав до Данії на навчання та швидко вивчив данську мову і став громадянином Данії. Матір Кірстін Саад — данська фотографиня. Натася також мала трьох зведених братів і сестер: Сару, Надір та Саад. Батьки Натасі незабаром розлучилися, і батько повернувся до Судану. Разом з братами та сестрами проживала на островах Брюгге в районі Копенгагена. У дитинстві вона любила природу та коней, завдяки чому ще в дитинстві стала професійним жокеєм. У 7-річному віці Натася поїхала до Судану з батьком, щоб налагодити зв'язок зі своєю родиною по лінії батька.
За підтримки батька 13-річна Натася Саад розпочала кар'єру співачки в Копенгагені, де вона виступала наживо зі своєю давньою подругою, данською співачкою Карен Мукупа та МакЕмзі під ім'ям No Name Requested. Цей гурт розпався в 1996 році. Крім того, Натася Саад зацікавилася ямайською культурою та музикою. У цей період вона виступала разом з Квін Латіфою і здобула популярність на Ямайці. У 1998 році намагаючись стати професійним жокеєм і, навчаючись цьому, 24-річна Натася впала з коня і отримала серйозні травми, через що її кар'єра на деякий час припинилася. Пізніше Саад стала першою жінкою-жокеєм, яка виграла кінні перегони в Судані.
В 2005 році Натася випустила свій перший сольний альбом «Release Album». Наступного року вона виграла конкурс реггі/Irie FM Big Break Contest на Ямайці, що дало їй новий старт і великий поштовх в подальшій музичній кар'єрі. 2007 року з'явився другий альбом «I Danmark er jeg Født (In Denmark I am Born)». Також альбом «Shooting Star» вийшов посмертно у 2008 році. На честь 10-ї річниці смерті Натасі Саад на Playground Music 29 червня 2018 року вийшов бокс-сет із чотирьох альбомів Legacy (1974—2007) Він містить усі пісні Саад.

## Смерть

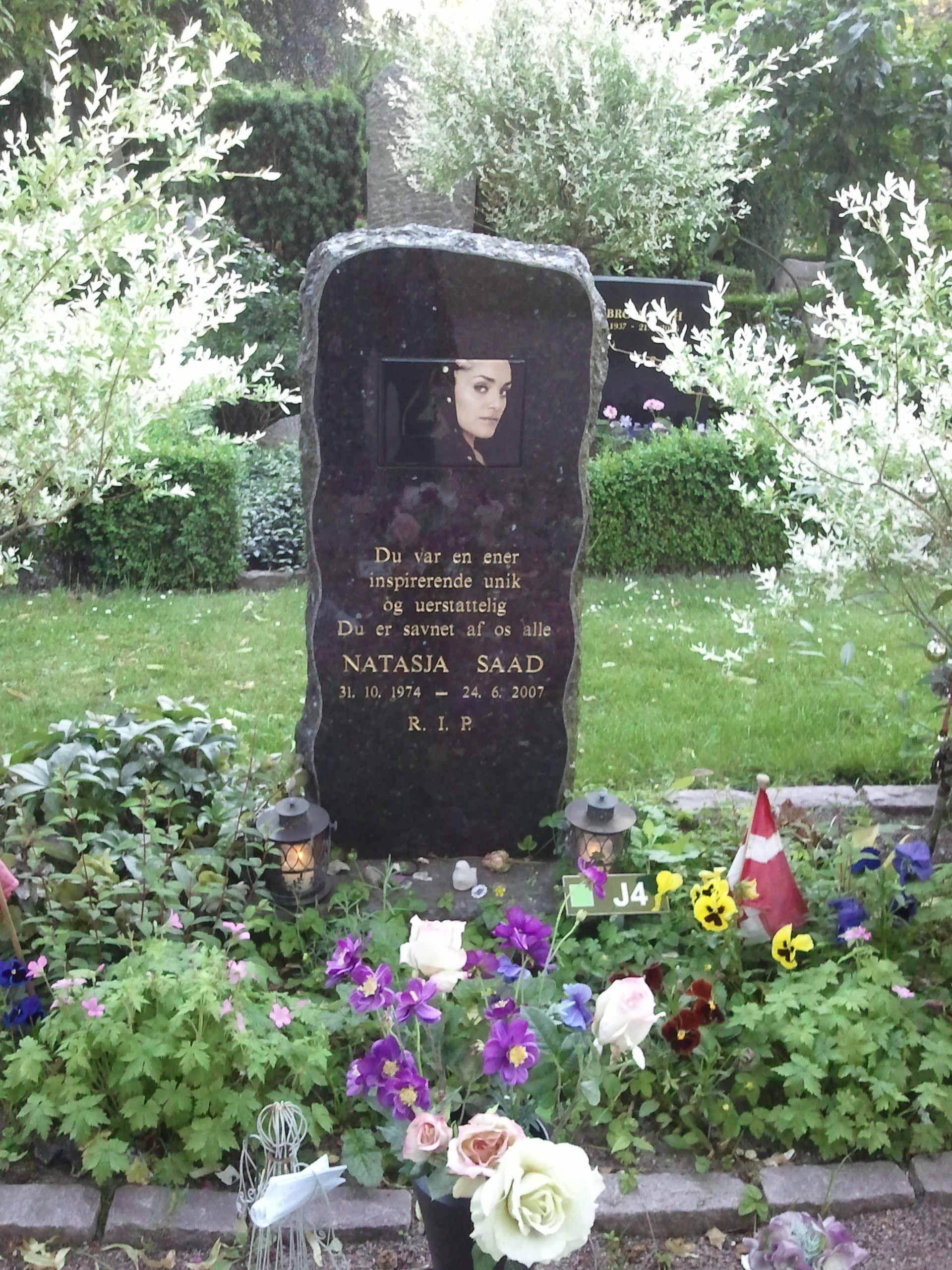
Надгробок Натасії Саад на цвинтарі Асістенс в Копенгагені

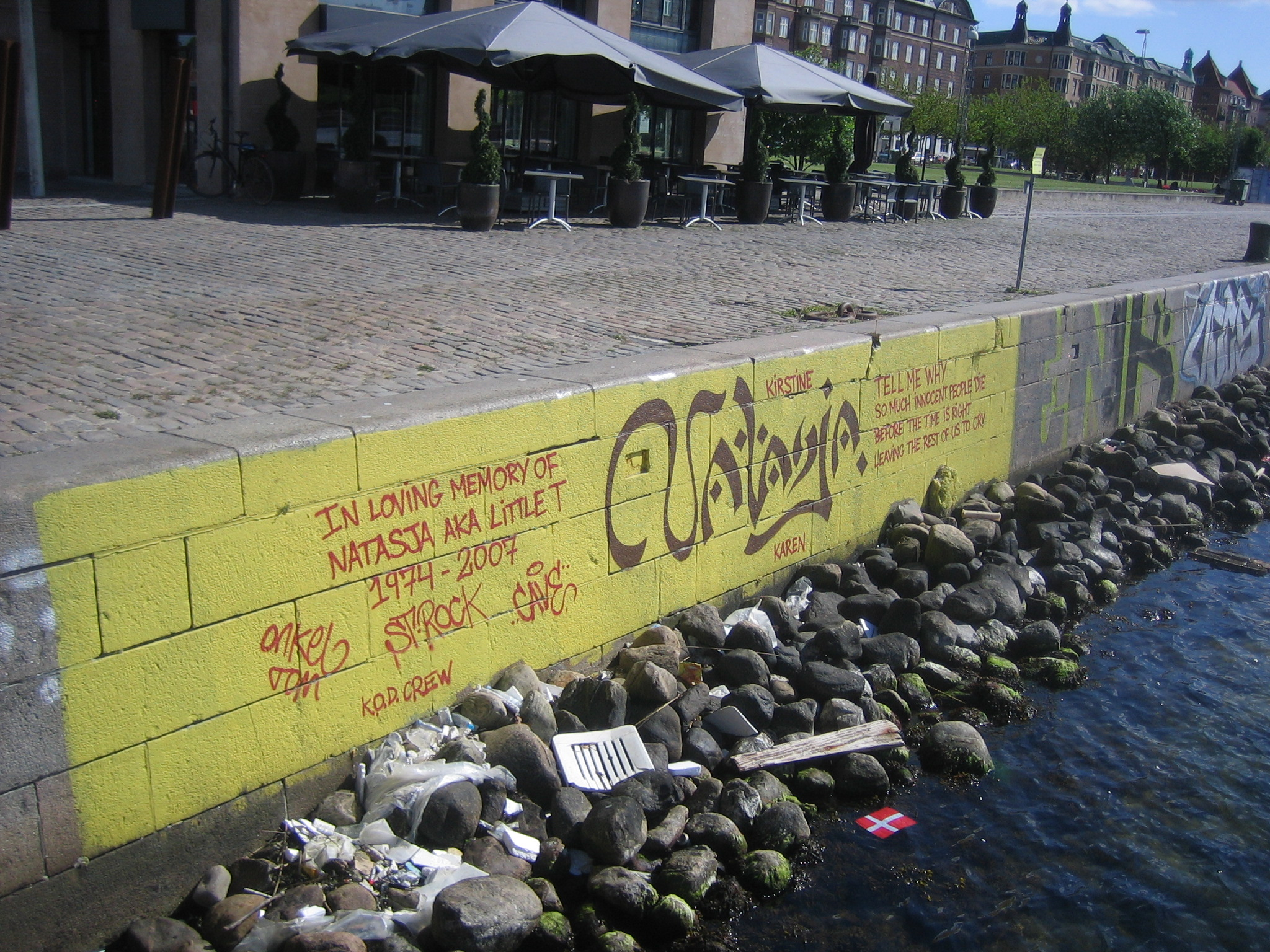
Графіті на честь Натасії в Хавнепарку на острови Брюгге в Копенгагені

Натася Саад загинула в автокатастрофі, що сталася 24 липня 2007 року в Спаніш-Тауні на Ямайці, не доживши чотири місяці до свого 33-річчя. Ще двоє людей, які перебували тоді в автомобілі, зокрема співачка Карен Мукупа, отримали важкі травми утім залишилися живими. Натася та інші травмовані були терміново доставлені до лікарні Спаніш-Таун, де констатували її смерть.. Загибель Натасі Саад на розвиткові її музичної кар'єри була сприйнята як особливо велика втрата для мистецтва Данії.
Натася Саад була похована на цвинтарі Асістенс в Копенгагені, де спочивають видатні людей, які мають культурне та історичне значення для Данії, зокрема Ганс Крістіан Андерсен, Серен К'єркегор, Нільс Бор.

## Дискографія

### Альбоми
- 2005 — «Release Album»
- 2007 — «I Danmark er jeg Født (In Denmark I am Born)»
- 2008 — «Shooting Star» (вийшов посмертно)
- 2013 — «Gi os Christiania tilbage» (вийшов посмертно)
- 2018 — «Legacy (1974—2007)» (вийшов посмертно)

### Сингли
- 2003: «Colors of My Mind» 12" (Mega Records)
- 2003: «Real Sponsor» 12" (Food Palace Music)
- 2004: «Summer Cute» 7" (Food Palace Music)
- 2004: «My Dogg /45 Questions» (Tuff Gong Distr.)
- 2005: «Op med Hovedet» («Keep Your head up») CD (Copenhagen Records)
- 2005: «Købmanden» («The Grocer») (BMG)
- 2006: «Mon De Reggae»
- 2007: «Calabria 2007» (спільно з Енуром)
- 2007: «Long Time» 7" (Sly & Robbie)
- 2007: «Gi' Mig Danmark Tilbage» («Give Me Denmark Back»)
- 2008: «I Danmark er jeg født» («In Denmark I Was Born»)
- 2008: «Better Than Dem» (за участю Бенні Мана)
- 2008: «Fi Er Min» («Pu Is Mine»)
- 2008: «Ildebrand I Byen» («Fire in the City»)
- 2008: «Dig og Mig» («You and Me»)
- 2021: «Selvtillid» («Self-confidence»)

## Ушанування пам'яті
- 2008 — «Натася» — документальний фільм Андреаса Йонсена (Данія).